# ANNA 1B
ANNA 1B – amerykański satelita geodezyjny, pierwszy w historii wykorzystany do celów kartograficznych. Nazwa statku pochodzi od czterech sponsorów misji: Army, NASA, Navy, Air Force, czyli Wojsk Lądowych, agencji NASA, Marynarki Wojennej i Sił Powietrznych Stanów Zjednoczonych. Do zadań satelity należały: pomiary wartości i kierunku ziemskiego pola grawitacyjnego; wyznaczenie środka ciężkości Ziemi; wyznaczenia pozycji Ziemi.
Satelita pozostaje na orbicie okołoziemskiej, a jej żywotność szacuje się na 3 000 lat.

## Nieudana próba
Misję satelity ANNA 1B poprzedził nieudany start jej bliźniaczki, ANNA 1A. Identyczny został wystrzelony również rakietą Thor Able Star z tego samego kosmodromu, 10 maja 1962, o godzinie 12:06 UTC.
Niepowodzenie to odnotowano w katalogu COSPAR symbolem 1962-F04.

## Opis misji

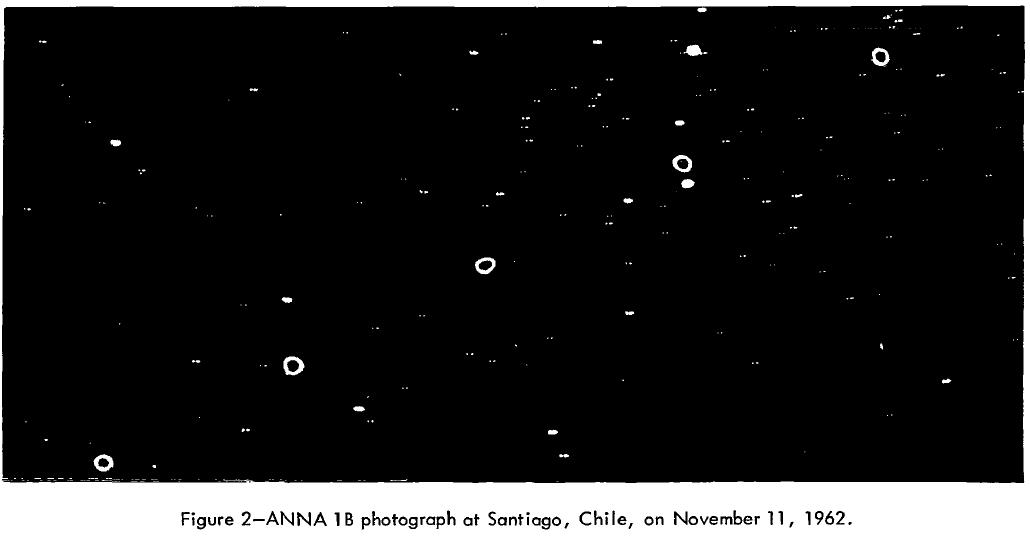
Ślad toru lotu satelity ANNA 1B na fotografii wykonanej przez stację MOTS w Santiago (Chile) w dniu 11 listopada 1962

ANNA 1B była badawczym satelitą geodezyjnym. Pierwszym obiektem wykorzystywanym do celów kartograficznych. Satelita wyniósł instrumenty optyczne, radiowe i dopplerowskie. System optyczny był lampą błyskową o bardzo dużej mocy, aktywowanej przez zaprogramowaną komendę, emitując 5 błysków co 5,6 sekundy. Błyski te były fotografowane przez stacje naziemne sieci MOTS. Eksperyment dopplerowski Marynarki Wojennej również był uaktywniany na komendę. Do momentu zniszczenia baterii słonecznych satelity poprzez działanie pasów radiacyjnych, ANNA zebrała dużą ilość danych geodezyjnych i pozwoliła na wyznaczenie, z dużą dokładnością, pozycji stacji śledzących względem środka Ziemi. Rejestracja błysków i pomiary dopplerowskie pozwalały na osiągnięcie dokładności poniżej 20 metrów. Eksperyment radiowy wojsk lądowych przestał działać zbyt wcześnie by zebrać wartościowe dane.

## Budowa
Satelita powstał w laboratorium fizyki stosowanej Uniwersytetu Johnsa Hopkinsa. Był bliźniakiem statku ANNA 1A. Zasilany z pierścienia ogniw słonecznych umieszczonych na obwodzie satelity ładujących akumulatory NiCd. Spiralna antena szerokopasmowa była opisana na sferze, a instrumenty umieszczone były w jej wnętrzu.
Łączność ze statkiem utrzymywano na częstotliwości 216 MHz.

### Ładunek
ANNA 1B przenosiła trzy systemy śledzenia statku:
- Eksperyment optyczny Sił Powietrznych USA
- Eksperyment dopplerowski SECOR (radiowy) Marynarki Wojennej USA na częstotliwościach 162 MHz i 324 MHz
- Eksperyment radiowy Wojsk Lądowych USA